# الکساندر (فیلم ۲۰۰۸)
«الکساندر» (انگلیسی: Alexander (2008 film)) فیلمی در ژانر اکشن است که در سال ۲۰۰۸ منتشر شد.